# Territoire de Belfort
Territoire de Belfort este un departament în estul Franței, situat în regiunea Burgundia-Franche-Comté. A fost creat în urma războiului franco-prusac din 1870 fiind porțiunea rămasă în Franța din departamentul Haut-Rhin după ce acesta a fost alipit Imperiului German. Este cel mai mic departament din Franța Continentală din exteriorul regiunii pariziene.

## Localități selectate

### Prefectură
- Belfort

### Sub-prefecturi
- nu există

## Diviziuni administrative
- 1 arondismente;
- 15 cantoane;
- 102 comune;